# Tricimba biloba
Tricimba biloba är en tvåvingeart som beskrevs av Ismay 1993. Tricimba biloba ingår i släktet Tricimba och familjen fritflugor. Inga underarter finns listade i Catalogue of Life.